# Hobling
Ne doit pas être confondu avec Hobling (Aspach).
Hobling est un écart et une ancienne commune de Moselle absorbée par Chémery-les-Deux en 1810.

## Géographie
Situé au sud-ouest de Chémery-les-Deux.

## Toponymie
- Hobeldinga en 1179, Hoveldinga en 1338, Oblingen au XVIe siècle, Hoblingen en 1594, Habelding en 1756, Hobling en 1793.
- Hoobléngen en francique lorrain.

## Histoire
- Elle était le siège d'une seigneurie, avec haute, moyenne et basse justice, qui appartenait à l'abbaye de Villers-Bettnach.
- Elle était annexe de la paroisse d'Eberswiller.

## Démographie
| 1793 | 1800 | 1806 |
| ---- | ---- | ---- |
| -    | 181  | 190  |

## Lieux et monuments
- Ouvrage de Hobling